# Список дипломатических и консульских представительств в Польше

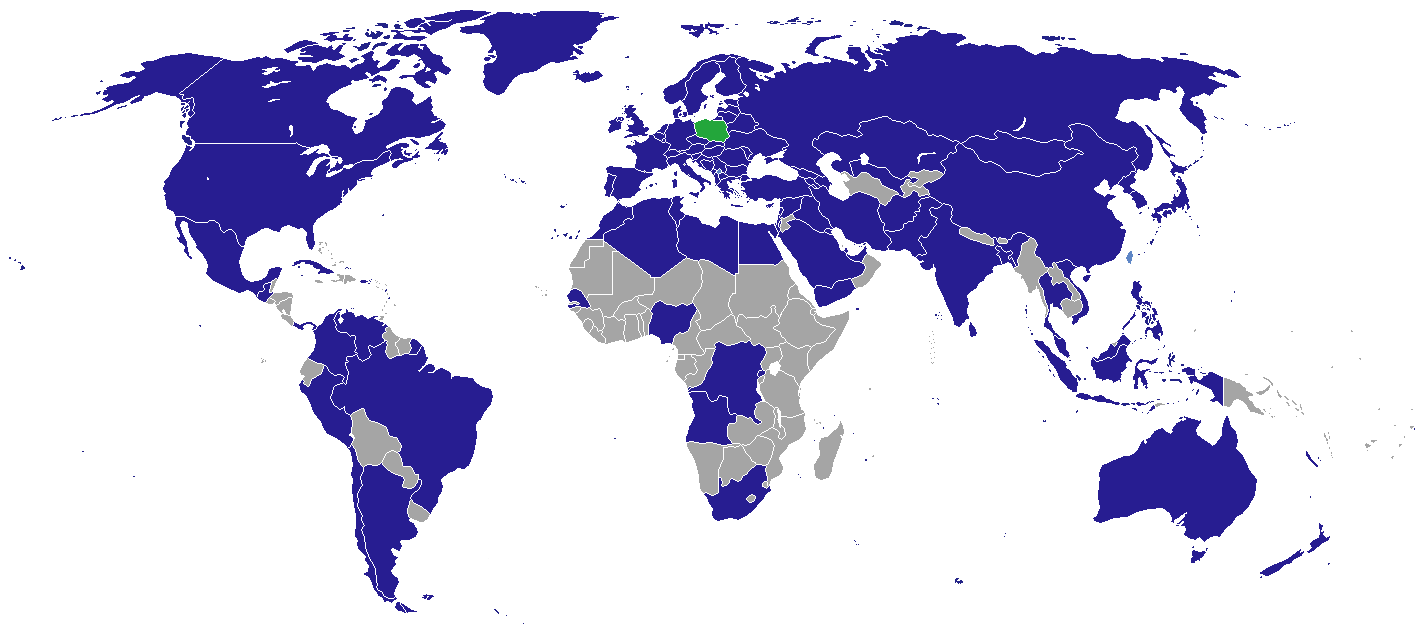

Это список дипломатических миссий в Польше. В Польше располагаются 93 посольства.
- Среди стран, в которых у Польши имеется посольство, 6 не имеют своих посольств в Польше: Эфиопия, Иордания, Исландия,  Кения, Сингапур и Танзания.
- 7 государств, в которых Польша не имеет посольств, имеют свои посольства в Польше: Афганистан, ДР Конго, Йемен, Монголия, Мальта, Шри-Ланка и Уругвай.
- Дипломатическим представительством Китайской Республики является Хозяйственно-культурное бюро Тайбэя в Варшаве.

## Посольства в Польше

### Посольства в Варшаве
| Государство           | Посольство                                                       | Изображение | Дипломатические миссии страны                                              |
| --------------------- | ---------------------------------------------------------------- | ----------- | -------------------------------------------------------------------------- |
| Австралия             | Посольство Австралии в Польше                                    |             | Список дипломатических миссий Австралии                                    |
| Австрия               | Посольство Австрии в Польше                                      |             | Список дипломатических миссий Австрии                                      |
| Азербайджан           | Посольство Азербайджана в Польше                                 |             | Список дипломатических миссий Азербайджана                                 |
| Албания               | Посольство Албании в Польше                                      |             | Список дипломатических миссий Албании                                      |
| Алжир                 | Посольство Алжира в Польше                                       |             | Список дипломатических миссий Алжира                                       |
| Ангола                | Посольство Анголы в Польше                                       |             | Список дипломатических миссий Анголы                                       |
| Аргентина             | Посольство Аргентины в Польше                                    |             | Список дипломатических миссий Аргентины                                    |
| Армения               | Посольство Армении в Польше                                      |             | Список дипломатических миссий Армении                                      |
| Афганистан            | Посольство Афганистана в Польше                                  |             | Список дипломатических миссий Афганистана                                  |
| Беларусь              | Посольство Белоруссии в Польше                                   |             | Список дипломатических миссий Белоруссии                                   |
| Бельгия               | Посольство Бельгии в Польше                                      |             | Список дипломатических миссий Бельгии                                      |
| Бангладеш             | Посольство Бангладеш в Польше                                    |             | Список дипломатических миссий Бангладеш                                    |
| Болгария              | Посольство Болгарии в Польше                                     |             | Список дипломатических миссий Болгарии                                     |
| Босния и Герцеговина  | Посольство Боснии и Герцеговины в Польше                         |             | Список дипломатических миссий Боснии и Герцеговины                         |
| Бразилия              | Посольство Бразилии в Польше                                     |             | Список дипломатических миссий Бразилии                                     |
| Ватикан               | Апостольская нунцитура в Польше                                  |             | Список дипломатических миссий Ватикана                                     |
| Великобритания        | Посольство Великобритании в Польше                               |             | Список дипломатических миссий Великобритании                               |
| Венгрия               | Посольство Венгрии в Польше                                      |             | Список дипломатических миссий Венгрии                                      |
| Венесуэла             | Посольство Венесуэлы в Польше                                    |             | Список дипломатических миссий Венесуэлы                                    |
| Вьетнам               | Посольство Вьетнама в Польше                                     |             | Список дипломатических миссий Вьетнама                                     |
| Германия              | Посольство Германии в Польше                                     |             | Список дипломатических миссий Германии                                     |
| Греция                | Посольство Греции в Польше                                       |             | Список дипломатических миссий Греции                                       |
| Грузия                | Посольство Грузии в Польше                                       |             | Список дипломатических миссий Грузии                                       |
| Дания                 | Посольство Дании в Польше                                        |             | Список дипломатических миссий Дании                                        |
| ДР Конго              | Посольство Демократической Республики Конго в Польше             |             | Список дипломатических миссий Демократической Республики Конго             |
| Европа                | Представительство Европейского Союза в Польше                    |             | Список дипломатических миссий Европейского Союза                           |
| Египет                | Посольство Египта в Польше                                       |             | Список дипломатических миссий Египта                                       |
| Израиль               | Посольство Израиля в Польше                                      |             | Список дипломатических миссий Израиля                                      |
| Индия                 | Посольство Индии в Польше                                        |             | Список дипломатических миссий Индии                                        |
| Индонезия             | Посольство Индонезии в Польше                                    |             | Список дипломатических миссий Индонезии                                    |
| Ирак                  | Посольство Ирака в Польше                                        |             | Список дипломатических миссий Ирака                                        |
| Иран                  | Посольство Ирана в Польше                                        |             | Список дипломатических миссий Ирана                                        |
| Ирландия              | Посольство Ирландии в Польше                                     |             | Список дипломатических миссий Ирландии                                     |
| Испания               | Посольство Испании в Польше                                      |             | Список дипломатических миссий Испании                                      |
| Италия                | Посольство Италии в Польше                                       |             | Список дипломатических миссий Италии                                       |
| Йемен                 | Посольство Йемена в Польше                                       |             | Список дипломатических миссий Йемена                                       |
| Казахстан             | Посольство Казахстана в Польше                                   |             | Список дипломатических миссий Казахстана                                   |
| Канада                | Посольство Канады в Польше                                       |             | Список дипломатических миссий Канады                                       |
| Катар                 | Посольство Катара в Польше                                       |             | Список дипломатических миссий Катара                                       |
| Кипр                  | Посольство Республики Кипр в Польше                              |             | Список дипломатических миссий Республики Кипр                              |
| Китай                 | Посольство Китайской Народной Республики в Польше                |             | Список дипломатических миссий Китайской Народной Республики                |
| Китайская Республика  | Хозяйственно-культурное бюро Тайбэя в Варшаве                    |             | Список дипломатических миссий Китайской Республики                         |
| КНДР                  | Посольство Корейской Народно-Демократической Республики в Польше |             | Список дипломатических миссий Корейской Народно-Демократической Республики |
| Колумбия              | Посольство Колумбии в Польше                                     |             | Список дипломатических миссий Колумбии                                     |
| Куба                  | Посольство Кубы в Польше                                         |             | Список дипломатических миссий Кубы                                         |
| Латвия                | Посольство Латвии в Польше                                       |             | Список дипломатических миссий Латвии                                       |
| Ливан                 | Посольство Ливана в Польше                                       |             | Список дипломатических миссий Ливана                                       |
| Ливия                 | Посольство Ливии в Польше                                        |             | Список дипломатических миссий Ливии                                        |
| Литва                 | Посольство Литвы в Польше                                        |             | Список дипломатических миссий Литвы                                        |
| Люксембург            | Посольство Люксембурга в Польше                                  |             | Список дипломатических миссий Люксембурга                                  |
| Северная Македония    | Посольство Македонии в Польше                                    |             | Список дипломатических миссий Республики Македонии                         |
| Малайзия              | Посольство Малайзии в Польше                                     |             | Список дипломатических миссий Малайзии                                     |
| Мальта                | Посольство Мальты в Польше                                       |             | Список дипломатических миссий Мальты                                       |
| Мальтийский орден     | Посольство Мальтийского ордена в Польше                          |             | Список дипломатических миссий Мальтийского ордена                          |
| Марокко               | Посольство Марокко в Польше                                      |             | Список дипломатических миссий Марокко                                      |
| Мексика               | Посольство Мексики в Польше                                      |             | Список дипломатических миссий Мексики                                      |
| Молдова               | Посольство Молдовы в Польше                                      |             | Список дипломатических миссий Молдовы                                      |
| Монголия              | Посольство Монголии в Польше                                     |             | Список дипломатических миссий Монголии                                     |
| Нигерия               | Посольство Нигерии в Польше                                      |             | Список дипломатических миссий Нигерии                                      |
| Нидерланды            | Посольство Нидерландов в Польше                                  |             | Список дипломатических миссий Нидерландов                                  |
| Новая Зеландия        | Посольство Новой Зеландии в Польше                               |             | Список дипломатических миссий Новой Зеландии                               |
| Норвегия              | Посольство Норвегии в Польше                                     |             | Список дипломатических миссий Норвегии                                     |
| ОАЭ                   | Посольство Объединённых Арабских Эмиратов в Польше               |             | Список дипломатических миссий Объединённых Арабских Эмиратов               |
| Пакистан              | Посольство Пакистана в Польше                                    |             | Список дипломатических миссий Пакистана                                    |
| Государство Палестина | Посольство Государства Палестина в Польше                        |             | Список дипломатических миссий Государства Палестина                        |
| Панама                | Посольство Панамы в Польше                                       |             | Список дипломатических миссий Панамы                                       |
| Перу                  | Посольство Перу в Польше                                         |             | Список дипломатических миссий Перу                                         |
| Португалия            | Посольство Португалии в Польше                                   |             | Список дипломатических миссий Португалии                                   |
| Республика Корея      | Посольство Республики Корея в Польше                             |             | Список дипломатических миссий Республики Корея                             |
| Россия                | Посольство России в Польше                                       |             | Список дипломатических миссий России                                       |
| Румыния               | Посольство Румынии в Польше                                      |             | Список дипломатических миссий Румынии                                      |
| Саудовская Аравия     | Посольство Саудовской Аравии в Польше                            |             | Список дипломатических миссий Саудовской Аравии                            |
| Сенегал               | Посольство Сенегала в Польше                                     |             | Список дипломатических миссий Сенегала                                     |
| Сербия                | Посольство Сербии в Польше                                       |             | Список дипломатических миссий Сербии                                       |
| Сирия                 | Посольство Сирии в Польше                                        |             | Список дипломатических миссий Сирии                                        |
| Словакия              | Посольство Словакии в Польше                                     |             | Список дипломатических миссий Словакии                                     |
| Словения              | Посольство Словении в Польше                                     |             | Список дипломатических миссий Словении                                     |
| США                   | Посольство США в Польше                                          |             | Список дипломатических миссий США                                          |
| Таиланд               | Посольство Таиланда в Польше                                     |             | Список дипломатических миссий Таиланда                                     |
| Тунис                 | Посольство Туниса в Польше                                       |             | Список дипломатических миссий Туниса                                       |
| Турция                | Посольство Турции в Польше                                       |             | Список дипломатических миссий Турции                                       |
| Узбекистан            | Посольство Узбекистана в Польше                                  |             | Список дипломатических миссий Узбекистана                                  |
| Украина               | Посольство Украины в Польше                                      |             | Список дипломатических миссий Украины                                      |
| Уругвай               | Посольство Уругвая в Польше                                      |             | Список дипломатических миссий Уругвая                                      |
| Филиппины             | Посольство Филиппин в Польше                                     |             | Список дипломатических миссий Филиппин                                     |
| Финляндия             | Посольство Финляндии в Польше                                    |             | Список дипломатических миссий Финляндии                                    |
| Франция               | Посольство Франции в Польше                                      |             | Список дипломатических миссий Франции                                      |
| Хорватия              | Посольство Хорватии в Польше                                     |             | Список дипломатических миссий Хорватии                                     |
| Чехия                 | Посольство Чехии в Польше                                        |             | Список дипломатических миссий Чехии                                        |
| Чили                  | Посольство Чили в Польше                                         |             | Список дипломатических миссий Чили                                         |
| Швейцария             | Посольство Швейцарии в Польше                                    |             | Список дипломатических миссий Швейцарии                                    |
| Швеция                | Посольство Швеции в Польше                                       |             | Список дипломатических миссий Швеции                                       |
| Шри-Ланка             | Посольство Шри-Ланки в Польше                                    |             | Список дипломатических миссий Шри-Ланки                                    |
| Эквадор               | Посольство Эквадора в Польше                                     |             | Список дипломатических миссий Эквадора                                     |
| Эстония               | Посольство Эстонии в Польше                                      |             | Список дипломатических миссий Эстонии                                      |
| ЮАР                   | Посольство Южно-Африканской Республики в Польше                  |             | Список дипломатических миссий Южно-Африканской Республики                  |
| Япония                | Посольство Японии в Польше                                       |             | Список дипломатических миссий Японии                                       |

### Посольства в других странах, послы которых аккредитованы в Польше
60 посольств, аккредитованных в Польше, расположены в других странах:

#### ВБерлине43 посольство
| - Бахрейн - Бенин - Боливия - Бруней - Буркина-Фасо - Гаити - Гватемала - Гвинея - Гондурас - Замбия | - Зимбабве - Иордания - Исландия - Кабо-Верде - Кот-д’Ивуар - Кыргызстан - Лаос - Лесото - Ливия - Малави - Мали | - Монако - Мьянма - Мавритания - Намибия - Непал - Нигер - Никарагуа - Оман - Парагвай - Республика Конго - Руанда | - Сальвадор - Судан - Таджикистан - Танзания - Того - Уганда - Экваториальная Гвинея - Эритрея - Эфиопия - Ямайка |

#### ВМоскве7 посольств
| - Бурунди - Гвинея-Бисау - Камерун | - Мадагаскар | - Сьерра-Леоне - Чад |

#### ВБрюсселе3 посольства
| Восточный Тимор | Гамбия | Доминиканская Республика |

#### ВЛондоне3 посольства
| Барбадос | Гайана | Папуа — Новая Гвинея |

#### ВМинске1 посольство
- Таджикистан

#### ВБерне1 посольство
- Лихтенштейн

#### ВВене1 посольство
- Кыргызстан

#### ВНью-Йорке1 посольство
- Сент-Винсент и Гренадины

#### ВРиме2 посольство
- Гана
- Кения

## Генеральные консульства
В Польше находятся 21 генеральное консульство 11 стран мира. Сан-Марино, единственное государство, имеющее в Польше генеральное консульство и не имеющее посольства:

### Консульства вКракове
| - Австрия - Германия - Франция | - Венгрия - Россия - Словакия | - США - Украина |

### Консульства вГданьске
| - Германия - Китай | - Россия - Венгрия | - Украина |

- Генеральное консульство Беларуси в Гданьске закрыто в 12.02.2018 году.
- Консульство Великобритании закрыто в 1966 году.

### В других городах
- Белосток —  Беларусь
- Бяла-Подляска —  Беларусь
- Варшава —  Сан-Марино
- Вроцлав —  Германия
- Люблин —  Украина
- Ополе —  Германия
- Познань —  Россия
- Сейны —  Литва

## См.также
- Список дипломатических миссий Польши
- Внешняя политика Польши